# رزاو (زلاتیبور)
رزاو (زلاتیبور) (به انگلیسی: Rzav (Zlatibor)) رودخانه‌ای است که در صربستان و بوسنی و هرزگوین جریان دارد.